# 萩尾望都
萩尾 望都（はぎお もと、本名同じ、1949年5月12日 - ）は、日本の女性漫画家。女子美術大学客員教授、日本SF作家クラブ名誉会員、日本漫画家協会理事、日本芸術院会員。
福岡県大牟田市生まれ。1969年に『ルルとミミ』でデビューする。1972年から『ポーの一族』を連載、1976年に同作および『11人いる!』により第21回小学館漫画賞を受賞した。同時期に連載された『トーマの心臓』も人気となり、少女漫画に革新をもたらし黄金時代を築いたとして、竹宮惠子や大島弓子、山岸凉子らと共にその生年から「花の24年組」と呼ばれた。
作品のジャンルはSF、ファンタジー、ミステリー、ラブコメディー、バレエ、サスペンスなど幅広い分野にわたる。1997年には『残酷な神が支配する』で第1回手塚治虫文化賞マンガ優秀賞、2006年には『バルバラ異界』で第27回日本SF大賞を受賞した。2011年には第40回日本漫画家協会賞・文部科学大臣賞を受賞。2012年春に少女漫画家では初となる紫綬褒章を受章した。2019年秋に女性漫画家では初となる文化功労者に選出された。2022年に日本人で7人目となるアイズナー賞「コミックの殿堂」を受賞、旭日中綬章を受章。

## 来歴

### 出生 - 幼少期
1949年、福岡県大牟田市白川町に生まれる。4人兄弟の次女（姉・妹・弟）。父は三井鉱山の関連会社の社員。「望都」は本名で、両親がそれぞれの思いを持って名付けられた。名前の由来には諸説ある。4歳の頃に熊本県荒尾市の父親の会社の社宅に引っ越して、小学校2年生の5月まではそちらで暮らしたのち、また大牟田市の社宅に戻る。
2歳頃から絵を描き、4歳で漫画や本を読み始めるが、教育熱心な両親により、漫画を読むことを禁止されていた。幼稚園では時間の許す限り絵を描き、小学校では3年生のころ、彼女の絵の才能を伸ばそうとした両親の勧めで絵の塾に通い油絵を学ぶ。小学校2年のときに学級文庫ができ、『ヘレンケラー物語』や『アルセーヌ・ルパン』、『青い鳥』、『不思議の国のアリス』などを夢中になって何度も読み、また図書館に入り浸りギリシャ神話や世界名作全集、児童向けのSFシリーズなどを読んでいた。さらに、親戚の本屋に遊びに行っては漫画を読み、模写していた。

### 中学 - 高校時代
1962年、大牟田市立船津中学校に入学する。中学入学後、漫画を描く友人、原田千代子（後の漫画家・はらだ蘭）と知り合い、漫画を描くための知識や漫画家になるためには作品を投稿する必要があることを知り、2人で貸本雑誌などに投稿した。中学2年生のときに大阪府吹田市に引っ越すが、その後も原田との文通は続く。
高校は大阪府立吹田高等学校に入学する。高校2年生の終わり頃に手塚治虫の『新選組』に強く感銘を受け、本気で漫画家を志し、漫画雑誌への投稿を始める。
高校3年生のときに福岡県大牟田市小浜の社宅に引っ越す。校区があり福岡県立大牟田北高等学校に転校するが、競争が激しくなじめなかったと言う。原田千代子の紹介で漫画同人誌「キーロックス」に同人漫画家として参加する。「キーロックス」は福岡県立大牟田南高等学校の生徒3、4人および卒業生を合わせた8人くらいからなるグループで、肉筆回覧誌を作っていた。

### デビュー前後
高校卒業後、福岡市内の日本デザイナー学院ファッションデザイン科に入学し、服飾デザインを学ぶ。漫画の投稿は全部で10作ほど行い、そのうちの1作『ミニレディが恋をしたら』（ペンネームは「萩尾望東」）で『別冊マーガレット』（集英社）1968年5月号の「少女まんがスクール」にて金賞を受賞するが、入賞作は掲載されなかった。続く『青空と王子さま』は7月号で銀賞に落ちてしまい、『マーガレット』では採用してもらえないらしいと思った萩尾は、学校の冬休みに上京して出版社を訪問する計画をたてる。
休暇で上京した際に手塚プロのアシスタントをしていた原田千代子を訪問し、そこで初めて手塚治虫と出会う。また原田と岡田史子を訪ねた。同郷の漫画家、平田真貴子のつてで講談社の『なかよし』編集部に持ち込みをした。そこで「何か短い作品を」と言われ、忘れられないうちにと2週間で20数枚の作品を仕上げ提出。その作品『ルルとミミ』が『なかよし』夏休み増刊号に掲載されてデビューした。
専門学校の卒業を控えた頃、講談社の編集者に頼まれ、東京にいた竹宮惠子のアシスタントに一晩だけ赴き、上京して一緒に住まないかと誘われる。その後『なかよし』編集部からの『ビアンカ』（掲載は別誌）以外のボツが続くが、次の『ケーキ ケーキ ケーキ』で自分のスタンスの描きたいものを描く方針を決める。竹宮惠子より小学館の編集者を紹介すると言われ、ボツになった5、6作の原稿を竹宮に送る。1970年10月頃上京し、練馬区大泉で2年間の共同生活に入る（大泉サロン）。竹宮惠子と共同アパートで生活し、後に24年組と呼ばれることとなる漫画家たちと切磋琢磨（せっさたくま）の日々を送るが、このときに増山法恵から様々な文化的な知識を吸収する。その後、描きたいSFをテーマにした作品が採用されない時期が2年ほど続くが、竹宮に伴われ小学館へネームを持ち込んだ際に『少女コミック』編集者の山本順也に可能性を認められ、「自由にわがままに思い切り描かせたい」という方針のもと、本領を発揮するようになる。

### 1970年代
ポーの一族・トーマの心臓・SF作品
1972年2月、『ポーの一族』シリーズ第1作「すきとおった銀の髪」が『別冊少女コミック』3月号に掲載され、以後5年間断続的に連載される。代表作『ポーの一族』は、「永遠にこどもであるこどもをかきたい」との発想から、石ノ森章太郎の『きりとばらとほしと』の吸血鬼の設定の一部をヒントに構想を思いついたものだが、長編連載をやるには早すぎると編集から「待った」がかかったため、1972年、「すきとおった銀の髪」などの短編を小出しに描き、そんなにやりたいのならとようやく編集から了解が出て、同年8月から翌1973年6月にかけて当初の構想であった3部作（「ポーの一族」、「メリーベルと銀のばら」、「小鳥の巣」）を連載した。
この時期のもうひとつの代表作『トーマの心臓』は、『悲しみの天使』というフランス映画を見に行ったところ、それがバッドエンドであったために萩尾は主人公に同情し、「救いのある話を」と着手したもので、1974年4月から連載を開始したが、初回の読者アンケートが最下位だったため、当時の編集長である飯田から打ち切りを宣告された。しかし、直後に単行本化された『ポーの一族』の初版3万部が3日で完売、『トーマの心臓』の評判も徐々に上がり、「もう少しで終わりになるから」と萩尾がかわしているうちに連載は33回まで続くこととなった。
その後、単行本の人気により編集部の強い要請を受けて1974年12月『ポーの一族』を「エヴァンズの遺書」で再開、1976年5月に「エディス」で完結したが、その間に『トーマの心臓』の暗いイメージを一掃するため長編ラブコメディー『この娘うります!』を連載するとともに、念願であったSF作品『11人いる!』を連載し、その後はレイ・ブラッドベリ原作シリーズ（後に作品集『ウは宇宙船のウ』として単行本化）、『百億の昼と千億の夜』（光瀬龍原作）、『スター・レッド』と矢継ぎばやにSF作品を連載する。
1976年、『ポーの一族』、『11人いる!』で第21回小学館漫画賞を受賞、人気漫画家としての地位を確立する。
一方、1977年に定年になった父親を代表として会社「望都プロダクション」を設立した。しかし後に両親との不和が高じて大げんかとなり、2年後に会社をつぶす。

### 1980年代
メッシュ・銀の三角・半神・バレエ作品
親との関係を見つめるため心理学を勉強し始め、内なる親から解き放たれるために、1980年に親殺しをテーマにした『メッシュ』の連載を開始。この時期のSF作品に『銀の三角』、『モザイク・ラセン』、『マージナル』などの長編作品のほか、「A-A'」、「X+Y」などの短編作品がある。
1982年の年末に、モスクワ郊外で乗っていた観光バスとトラックが正面衝突した事故で重傷を負う。
1985年ごろから舞台演劇やバレエへの関心が強まり、『半神』を野田秀樹と共作で脚本を手がけ舞台化した。一方、『フラワー・フェスティバル』、『青い鳥』、『海賊と姫君』などのバレエものを描き発表した。
1986年公開のアニメ映画『時空の旅人』（原作：眉村卓）でキャラクターデザインを担当した。
『スター・レッド』（1980年）、『銀の三角』（1983年）、「X+Y」（1985年）で、それぞれ星雲賞コミック部門を受賞する。

### 1990年代
イグアナの娘・残酷な神が支配する・あぶない丘の家
80年代から引き続き『ローマへの道』や『感謝知らずの男』などのバレエものを描くとともに、1992年には厳格だった母親との対立を基にした『イグアナの娘』を発表し、さらに同年、サイコ・サスペンス長編作品『残酷な神が支配する』の連載を開始する。この時期のSF作品には『海のアリア』、『あぶない丘の家』がある。
1997年、『残酷な神が支配する』で第1回手塚治虫文化賞マンガ優秀賞を受賞する。

### 2000年代
バルバラ異界・ここではない★どこか シリーズ
『残酷な神が支配する』終了後、1年間の休載後、2002年、SF作品『バルバラ異界』の連載を開始する。『バルバラ異界』終了後、『ここではない★どこか』シリーズや『あぶな坂HOTEL』、『レオくん』、田中アコ原作による『菱川さんと猫』（ゲバラシリーズ）などを連載する。
2006年、『バルバラ異界』で第27回日本SF大賞を受賞する。

### 2010年代
なのはな・王妃マルゴ・ポーの一族（再開）
2011年、引退を考え短編数編でフェイドアウトする予定だったが、東日本大震災で終末を表すものは止められ描けなくなり、原発事故から『なのはな』と放射性物質を擬人化した原発3部作、『福島ドライヴ』を発表するとともに、現代社会を厭い歴史漫画『王妃マルゴ』を開始、引退を延期する。また、小松左京の『お召し』を原案とする『AWAY－アウェイ』を連載する。2016年には「ハギオ モト」名義による『天使かもしれない』で漫画原作を初めて担当する（作画は波多野裕が担当）。また、連載終了から40年ぶりに『ポーの一族』の新作「春の夢」を発表する。
2011年から女子美術大学芸術学部アート・デザイン表現学科メディア表現領域客員教授に就任。
2012年春、少女漫画家としては初の紫綬褒章を受章する。
2013年、単行本『なのはな』および作者の全作品で第12回センス・オブ・ジェンダー賞生涯功労賞を受賞する。
2017年、漫画家としては、手塚治虫、水木しげるに続いて3人目、女性漫画家としては初の朝日賞を受賞する。
2018年、『なのはな』と『なのはな －幻想『銀河鉄道の夜』』により、震災からの復興と岩手県の文化振興に貢献したことが評価され、第3回マンガ郷いわて特別賞を受賞する。
2019年、デビュー50周年を記念して「萩尾望都 ポーの一族展」が松屋銀座、名古屋パルコ、阪急うめだ本店で開催される（2020年には長島美術館、2021年には久留米市美術館でも開催）。新潮社の『芸術新潮』2019年7月号で大特集が組まれた。
2019年秋、漫画家としては、横山隆一、水木しげる、ちばてつやに続いて4人目、女性漫画家では初となる文化功労者に選出される。

### 2020年代
2021年、12万字書き下ろしの出会いと別れの“大泉時代”を、現在の心境もこめて綴った70年代回想録『一度きりの大泉の話』（#エッセイ集を参照）を出版。2019年から断続的に連載されてきた『ポーの一族』シリーズ最長作品「秘密の花園」が完結。
2022年にアイズナー賞で優れた功績を残している漫画家を選出する「コミックの殿堂」に、日本の漫画家では2018年の高橋留美子以来の殿堂入りを果たす。同年秋に旭日中綬章を受章。
2023年4月、筋力がいるペンの使用を止め、デジタル作業でiPadとCLIP STUDIO PAINT（クリップスタジオペイント）で人物などを描き、原稿用紙に印刷してアナログ作業でサインペン、修正液、スクリーントーンで仕上げて漫画原稿にしている。
2024年1月、フランスのアングレーム国際漫画祭で特別栄誉賞を受賞する。同年2月、日本芸術院会員に選出される。マンガ分野では3人目の選出となる。新潮社の『芸術新潮』2024年9月号で2回目の大特集が組まれた。12月に『クーリエ・ジャポン』にて「2024年に世界が注目した日本人100」の「漫画・アニメ」部門10人のうちの1人に選出される。画業55周年。

## 人物
埼玉県在住。血液型はO型。一度見た絵を1か月間は細部まで暗記する能力がある。「漫画の神様」と呼ばれた手塚治虫にあやかり、「少女漫画の神様」とも称えられる。
好きなSFマンガのオールタイム・ベストに『鉄腕アトム』『サイボーグ009』『21エモン』を挙げている。
好きな日本のSF作家に、小松左京、筒井康隆、眉村卓、星新一、光瀬龍、半村良、津原泰水、貴志祐介を挙げている。
押井守のファンで、1番好きな作品に『天使のたまご』を挙げている。

## 年譜
- 1949年5月12日[8]、福岡県大牟田市白川町に生まれる[18]。父は三井三池港務所の会社員[29]。4人兄弟の次女（姉・妹・弟）[19]。4歳ぐらいのとき熊本県荒尾市に転居する[18]。
- 1956年4月、荒尾市立荒尾第三小学校（資料によっては第四小学校）に入学[88]。
- 1957年5月、大牟田市に転居し、大牟田市立三川小学校に転校する[88]。
- 1962年4月、大牟田市立船津中学校に入学する[89][注 4]。中学2年生の終わり頃に大阪府吹田市に転居し、吹田市立第一中学校に転校する[89][90]。
- 1965年、大阪府立吹田高等学校に入学[91][35]。
- 1967年、高校2年生の終わりに福岡県大牟田市小浜に転居する[29]。校区があり大牟田北高校に転校するが、競争が激しくなじめなかった[35]。この時に同人作家としての活動も短期間ながら行っており、南校の生徒3、4人、卒業生との8人くらいで同人グループ「キーロックス」を作り肉筆の回覧の同人誌を発行する[38]。手塚治虫『新選組』に衝撃を受け漫画家になろうと決意[24]。マンガ雑誌に投稿を開始[34]。
- 1968年、高校を卒業後、福岡市内の日本デザイナー学院ファッションデザイン科に入学[92][注 29]。
- 1969年、『ルルとミミ』が『なかよし』夏休み増刊号に掲載されてデビュー[94]。
- 1970年3月、日本デザイナー学院を卒業[95][注 30]。『なかよし』編集部からの『ビアンカ』（掲載は別誌）以外のボツが続くが、次の『ケーキ ケーキ ケーキ』で自分のスタンスの描きたいものを描く方針を決め、ボツになった5、6作の原稿を竹宮惠子に送る[46]。
- 1970年、上京し練馬区大泉で2年間の共同生活に入る（大泉サロン）。竹宮を経由して『少女コミック』山本順也編集長がボツ原稿を全部買ってくれる[46]。以後『少女コミック』をベースにする[54]。
- 1972年2月 『ポーの一族』シリーズ第1作「すきとおった銀の髪」が『別冊少女コミック』3月号に掲載、以後5年間断続的に連載された[9]。
- 1976年、『ポーの一族』、『11人いる!』で第21回小学館漫画賞を受賞[96]。
- 1977年、『11人いる!』がNHKの少年ドラマシリーズとしてテレビドラマ化[97]。
- 1986年、2月『半神』が舞台化[96]、11月『11人いる!』がキティ・フィルムにより劇場版アニメ化。
- 1996年、『イグアナの娘』がテレビドラマ化[96]。

## 受賞歴
- 1976年 『ポーの一族』『11人いる!』で第21回小学館漫画賞受賞。
- 1980年 『スター・レッド』で第11回星雲賞コミック部門受賞[98]。
- 1983年 『銀の三角』で第14回星雲賞コミック部門受賞[98]。
- 1985年 「X+Y」で第16回星雲賞コミック部門受賞[98]。
- 1997年 『残酷な神が支配する』で第1回手塚治虫文化賞マンガ優秀賞受賞。
- 2006年 『バルバラ異界』で第27回日本SF大賞受賞[99]。
- 2010年 インクポット賞受賞（アメリカ）[注 31]。
- 2011年 全作品で第40回日本漫画家協会賞にて文部科学大臣賞受賞[注 32]。
- 2012年 紫綬褒章受章[11]。
- 2013年 『なのはな』および全ての作品で第12回センス・オブ・ジェンダー賞生涯功労賞受賞[65]。
- 2017年 朝日賞受賞[66]
- 2018年 『なのはな』と『なのはな －幻想『銀河鉄道の夜』』により、第3回マンガ郷いわて特別賞受賞[67]
- 2019年 文化功労者に選出される[101]。
- 2020年 大牟田市民栄誉賞受賞[102]。
- 2022年 アイズナー賞漫画家の殿堂受賞（アメリカ）[103]。旭日中綬章受章[15][16][17][104]。
- 2024年 アングレーム国際漫画祭特別栄誉賞（フランス）[105][106]

## 選考委員歴
- 日本SF大賞選考委員：第14回（1993年）から第17回（1997年）までおよび第28回（2007年）から第30回（2009年）まで[107]
- 手塚治虫文化賞選考委員：第7回（2003年）から第12回（2008年）まで
- 『月刊アフタヌーン』の漫画賞「四季賞」の選考委員（2008年秋より）[108]
- 日本ファンタジーノベル大賞選考委員：第23回（2011年）から[109]
- ゆきのまち幻想文学賞審査員[110]

## 著作

### 漫画
1969年
- ルルとミミ（『なかよし』夏休み増刊号）※デビュー作
- すてきな魔法（『なかよし』9月増刊号）

1970年
- クールキャット（『なかよし』2月号）
- 爆発会社（『別冊なかよし』虹色のマリ特集号）
- ビアンカ（『少女フレンド』サインはV特集号）
- ケーキ ケーキ ケーキ（『なかよし』9・10月号別冊付録） 原作：一ノ木アヤ

1971年
- ポーチで少女が小犬と（『COM』1月号）
- ベルとマイクのお話（『少女コミック』3・4合併号）
- 雪の子（『別冊少女コミック』3月号）
- 塔のある家（『少女コミック』12号）
- 花嫁をひろった男（『少女コミック』春の増刊号）
- ジェニファの恋のお相手は（『なかよし』4月号）
- かたっぽのふるぐつ（『なかよし』4月号増刊）
- かわいそうなママ（『別冊少女コミック』5月号）
- 精霊シリーズ（1971年 - 1974年）
  - 精霊狩り（『別冊少女コミック』1971年7月号）
  - ドアの中の私の息子（『少女コミック』1972年4月号）
  - みんなでお茶を（『少女コミック』1974年4月号）

- モードリン（『少女コミック』29号）
- 小夜の縫うゆかた（『少女コミック』夏の増刊）
- ケネスおじさんとふたご（『別冊少女コミック』9月号）
- もうひとつの恋（『少女コミック』39号）
- 10月の少女たち（『COM』10月号）
- 秋の旅（『別冊少女コミック』10月号）
- 白き森白き少年の笛（『少女コミック』45号）
- 11月のギムナジウム（『別冊少女コミック』11月号）
- 白い鳥になった少女（『別冊少女コミック』12月号） 原作：アンデルセン『パンをふんだ娘』
- セーラ・ヒルの聖夜（『少女コミック』冬の増刊号）

1972年
- あそび玉（『別冊少女コミック』1月号）
- みつくにの娘（『別冊少女コミック』お正月増刊）
- 毛糸玉にじゃれないで（『少女コミック』2号）
- ポーの一族（1972年 - 1976年）
  - すきとおった銀の髪（『別冊少女コミック』1972年3月号）
  - ポーの村（『別冊少女コミック』1972年7月号）
  - グレンスミスの日記（『別冊少女コミック』1972年8月号）
  - ポーの一族（『別冊少女コミック』1972年9月号 - 12月号）
  - メリーベルと銀のばら（『別冊少女コミック』1973年1月号 - 3月号）
  - 小鳥の巣（『別冊少女コミック』1973年4月号 - 7月号）
  - エヴァンズの遺書（『別冊少女コミック』1975年1月号 - 2月号）
  - ペニー・レイン（『別冊少女コミック』1975年5月号）
  - リデル・森の中（『別冊少女コミック』1975年6月号）
  - ランプトンは語る（『別冊少女コミック』1975年7月号）
  - ピカデリー7時（『別冊少女コミック』1975年8月号）
  - はるかな国の花や小鳥（『週刊少女コミック』1975年37号）
  - ホームズの帽子（『別冊少女コミック』1975年11月号）
  - 一週間（『別冊少女コミック』1975年12月号）
  - エディス（『別冊少女コミック』1976年4月号 - 6月号）
  - 春の夢（『フラワーズ』2016年7月号、2017年3月号 - 7月号）
  - ユニコーン（『フラワーズ』2018年7月号 - 9月号、2019年5月号 - 6月号）
  - 秘密の花園（『フラワーズ』2019年7月号、2020年8月号 - 11月号、2021年6月号 - 8月号、10月号 - 11月号）
  - （番外編ショート）月曜日はキライ（『フラワーズ』2020年7月号）
  - （番外編ショート）火曜日はダイエット（『フラワーズ』2021年2月号）
  - （特別ショートストーリー）満月の夜（『フラワーズ』2021年12月号）
  - 青のパンドラ（『フラワーズ』2022年7月号 - 8月号、10月号、2023年1月号 - 2月号、6月号 - 7月号、9月号、11月号、2024年1月号、8月号、10月号、2025年6月号、）

- ごめんあそばせ!（『少女コミック』12号）
- 3月ウサギが集団で（『少女コミック』16号）
- 妖精の子もり（『別冊少女コミック』5月号）
- 6月の声（『別冊少女コミック』6月号）
- ママレードちゃん（『少女コミック』23号）
- ミーア（『少女コミック』35号）
- とってもしあわせモトちゃん（『別冊少女コミック』『少女コミック』『ちゃお』『おひさま』1972年 - 1976年）

1973年
- 千本めのピン（『週刊少女コミック』正月増刊フラワーコミック）
- キャベツ畑の遺産相続人（『少女コミック』15号）
- オーマイ ケセィラ セラ（『少女コミック』21号）

1974年
- ハワードさんの新聞広告（『別冊少女コミック』3月号）原作：イケダ イクミ イン・ホッカイドー
- ユニコーンの夢（『別冊少女コミック』4月号）
- トーマの心臓
  - トーマの心臓（『少女コミック』1974年19号 - 52号）
  - 湖畔にて - エーリク 十四と半分の年の夏（『ストロベリーフィールズ』1976年に描き下ろし）
  - 訪問者（『プチフラワー』1980年春の号・創刊号）

- まんがABC（『別冊少女コミック』6月号）
- プシキャット・プシキャット（『少女コミック』夏の増刊フラワーコミック）

1975年
- この娘うります!（『少女コミック』1975年6号 - 16号）
- 温室（『セブンティーン』6月号）原作：イケダイクミ
- アロイス（『花とゆめ』10・11合併号 - 12号）
- 11人いる!
  - 11人いる!（『別冊少女コミック』1975年9月号 - 11月号）
  - 続・11人いる! 東の地平・西の永遠（『別冊少女コミック』1976年12月号 - 1977年2月号）
  - スペース ストリート（『別冊少女コミック』1977年3月号 - 9月号）

- 赤ッ毛のいとこ（『セブンティーン』11月号 - 1976年8月号）
- ヴィオリータ（『JOTOMO』12月号）

1976年
- アメリカン・パイ（『月刊プリンセス』2月号 - 3月号）
- 花と光の中（『少女コミック』14号）
- ヨーロッパみぎひだり（『月刊プリンセス』7月号 - 8月号）

1977年
- 影のない森（『ビッグコミックオリジナル』2月5日号）
- 少女ろまん（『月刊プリンセス』3月号 - 4月号、7月号）
- Bradbury傑作選 原作：レイ・ブラッドベリ
  - 霧笛（『週刊マーガレット』1977年9号）
  - みずうみ（『週刊マーガレット』1977年9号）
  - ウは宇宙船のウ（『週刊マーガレット』1978年14号）
  - ぼくの地下室へおいで（『週刊マーガレット』1978年18号）
  - 宇宙船乗組員（『週刊マーガレット』1978年22号）
  - 泣きさけぶ女の人（『週刊マーガレット』1978年22号）
  - びっくり箱（『週刊マーガレット』1978年26号）
  - 集会（『週刊マーガレット』1978年32号）

- 十年目の毬絵（『ビッグコミックオリジナル』3月20日号）
- マリーン（『セブンティーン』5月号） 原作：今里孝子
- 百億の昼と千億の夜（『週刊少年チャンピオン』1977年34号 - 1978年2号） 原作：光瀬龍

1978年
- ゴールデンライラック（『別冊少女コミック』3月号 - 5月号）
- スター・レッド（『少女コミック』23号 - 1979年3号）
- 左ききのイザン（『SFファンタジア』4号）

1979年
- 花々に住む子供（『月刊プリンセス』1月号）
- さなぎ（『セブンコミック』2号）
- フレア・スター・ペティコート（『別冊奇想天外 SFマンガ大全集』No.8）
- 恐るべき子どもたち（『セブンティーン』1979年5月号 - 8月号） 原作：ジャン・コクトー
- 月蝕（『バンピレラ』2号 スターログ別冊）

1980年
- ラーギニー（『SFマガジン』2月号）
- メッシュ（『プチフラワー』1980年夏の号 - 1983年5月号）
  - シュールな愛のリアルな死（『プチフラワー』1984年5月号 - 6月号）

- 酔夢（イラスト集『金銀砂岸』に描き下ろし）
- 金曜の夜の集会（『SFマガジン』11月臨時増刊号）
- 銀の三角（『SFマガジン』12月号 - 1982年6月号）

1981年
- 一角獣種シリーズ
  - A-A'（『月刊プリンセス』1981年8月号）
  - 4/4カトルカース（『プチフラワー』1983年11月号）
  - X+Y（『プチフラワー』1984年7月号 - 8月号）

1982年
- モザイク・ラセン（『月刊プリンセス』9月号 - 12月号）

1983年
- 城（『プチフラワー』9月号）

1984年
- 半神（『プチフラワー』1月号）
- エッグ・スタンド（『プチフラワー』3月号）
- 偽王（『プチフラワー』9月号）
- ハーバル・ビューティー（『ぶ〜け』10月号）
- 天使の擬態（『プチフラワー』11月号）
- 船（『プチフラワー』12月号）

1985年
- スロー・ダウン（『プチフラワー』1月号）
- ばらの花びん（『プチフラワー』2月号 - 3月号）
- きみは美しい瞳（『ASUKA』8月（創刊号））
- マージナル（『プチフラワー』1985年8月号 - 1987年10月号）
- 友人K（『グレープフルーツ』21号）

1988年
- 完全犯罪 フェアリー（『プチフラワー』2月号 - 3月号）
- フラワーフェスティバル（『プチフラワー』7月号 - 1989年1月号・3月号・5月号・7月号）

1989年
- 海賊と姫君（『プチフラワー』9月号）
- 青い鳥（『プチフラワー』11月号）
- 海のアリア（『ASUKA』1989年8月号 - 1991年5月号）

1990年
- ローマへの道（『プチフラワー』1月号・3月号・5月号・7月号・9月号）
- 真夏の夜の惑星（『プチフラワー』11月号）

1991年
- ロットバルト（『プチフラワー』1月号）
- ジュリエットの恋人（『プチフラワー』3月号）
- 感謝知らずの男（『プチフラワー』1991年5月号 - 1992年3月号）
- いるかいないかさがし（『週刊朝日百科「動物たちの地球」』1号（1991年6月23日805号） - 72号）
- カタルシス（『プチフラワー』11月号）

1992年
- イグアナの娘（『プチフラワー』5月号）
- 残酷な神が支配する（『プチフラワー』1992年7月号 - 2001年7月号）
- あぶない丘の家（『ASUKA増刊ファンタジーDX』1992年夏の号・秋の号 - 1994年10月号）

1994年
- 午後の日差し（『ビッグゴールド ビッグコミック増刊』14号）
- 学校へ行くクスリ（『ビッグゴールド ビッグコミック増刊』16号）

1998年
- 帰ってくる子（『チャイルド 異形コレクション7』に描き下ろし）

2002年
- バルバラ異界（『フラワーズ』2002年9月号 - 2005年8月号）

2005年
- 朝はバニラの香り（『フラワーズ』2005年12月号）

2006年
- あぶな坂HOTEL
  - あぶな坂HOTEL（『YOU』2006年第2号）
  - あぶな坂HOTEL-3人のホスト-（『YOU』2006年第17号）
  - あぶな坂HOTEL-女の一生-（『YOU』2007年第17号）
  - あぶな坂HOTEL-雪山へ-（『YOU』2007年第23号）

- 長靴をはいたシマ猫 （講談社MOOK「猫本」）
- ここではない★どこか
  - 山へ行く（『フラワーズ』2006年4月号）
  - 宇宙船運転免許証（『フラワーズ』2006年5月号）
  - あなたは誰ですか（『フラワーズ』2006年6月号）
  - ゆれる世界（『フラワーズ』2006年7月号）
  - メッセージ（『フラワーズ』2006年8月号）
  - ビブラート（『フラワーズ』2006年11月号）
  - 駅まで∞（『フラワーズ』2006年12月号）
  - くろいひつじ（『フラワーズ』2007年1月号）
  - 貴婦人-メッセージその2-（『フラワーズ』2007年3月号）
  - 柳の木（『フラワーズ』2007年5月号）
  - 青いドア（『フラワーズ』2007年8月号）
  - オイディプス-メッセージその3-（『フラワーズ』2007年9月号）
  - 世界の終わりにたった一人で（『フラワーズ』2007年10月号 - 11月号）
  - 海の青（『フラワーズ』2009年7月号）
  - スフィンクス（『フラワーズ』2009年10月号）
  - 水玉（『フラワーズ』2010年2月号）
  - シャンプー（『フラワーズ』2010年6月号）
  - 百合もバラも（『フラワーズ』2010年10月号）
  - 花嫁-メッセージ5-（『フラワーズ』2010年11月号）
  - 海と真珠（『フラワーズ』2010年12月号）
  - 春の小川（『フラワーズ』2011年3月号）
  - 夜の河を渡る（『フラワーズ』2011年5月号）
  - なのはな（『フラワーズ』2011年8月号）
  - プルート夫人（『フラワーズ』2011年10月号）
  - 雨の夜 －ウラノス伯爵－（『フラワーズ』2012年2月号）
  - サロメ20XX（『フラワーズ』2012年3月号）

2007年
- さみしいときは（『フラワーズ』2007年4月号）
- バースディ・ケーキ（『SF Japan』2007年SUMMER号）

2008年
- レオくん
  - レオくんのグルメ日記（『フラワーズ』2008年2月号）
  - レオくんの映画スター（『フラワーズ』2008年3月号）
  - レオくんの小学一年生（『フラワーズ』2008年7月号）
  - お外に出して（『フラワーズ』2008年8月号）
  - レオくんのお見合い（『フラワーズ』2008年12月号）
  - レオくんの狩り-ヤモリ編-（『フラワーズ』2009年1月号）
  - ヤマトちゃんの恋（『フラワーズ』2009年3月号）
  - レオくんのアシスタント（『フラワーズ』2009年4月号）
  - マルちゃんのスキヤキ（『フラワーズ』2009年6月号）
  - マイのカタログ生活（『フラワーズ』2009年12月号）
  - レオとまいごの子猫（『フラワーズ』2010年8月号）
  - マイちゃんの木登り（『フラワーズ』2012年6月号）

- 猫本クリニック（講談社アンソロジーコミック『猫本2』） ISBN 978-4-06-375484-1

2009年
- 菱川さんと猫 -ゲバラシリーズ-（原作：田中アコ）
  - 菱川さんと猫（『月刊アフタヌーン』2009年5月号）
  - ハルカと彼方（『月刊アフタヌーン』2010年3月号 - 4月号）
  - 十日月の夜（『月刊アフタヌーン』2010年10月号）

2012年
- なのはな －幻想『銀河鉄道の夜』（萩尾望都作品集『なのはな』に描き下ろし）
- 王妃マルゴ（『月刊YOU』9月号 - 2018年11月号 → 『Cocohana』2019年1月号 - 2020年2月号）

2013年
- AWAY－アウェイ （原案：小松左京「お召し」）
  - AWAY－アウェイ－4月1日（『フラワーズ』2013年6月号 - 7月号）
  - AWAY－アウェイ－3月21日（『フラワーズ』2014年4月号 - 6月号）
  - AWAY－アウェイ－4月3日－悪い宇宙人とママ（『フラワーズ』2015年3月号 - 4月号）
  - AWAY－アウェイ－2033年4月5日－仏子沼えりか（『フラワーズ』2015年6月号）
  - AWAY－アウェイ－2033年11月11日－河津克美（『フラワーズ』2015年7月号）
  - AWAY－アウェイ－2051年－世界の秘密（『フラワーズ』2015年8月号）

- 福島ドライヴ（『ビッグコミック』11月10日号）

2016年
- 由良の門（と）を（『月刊アフタヌーン』5月号）原作：岩明均『寄生獣』より
- 天使かもしれない（『月刊YOU』5月号 - ） 原作：ハギオモト、作画：波多野裕

2018年
- バス停まで（『週刊モーニング』2018年1月25日号）

2020年
- ガリレオの宇宙（『Apple Store』）

2021年
- 麒麟狩り（『諸星大二郎 デビュー50周年記念 トリビュート』）

### 小説
- 三年生のための創作童話（『小三教育技術』1975年4月号 - 1976年3月号）
- 音楽の在りて（『奇想天外』1977年4月号）
- CMをどうぞ（『奇想天外』1977年6月号）
- マンガ原人（『奇想天外』1977年8月号）
- 守人達（『奇想天外』1977年10月号）
- 闇夜に声がする（『奇想天外』1977年12月号）
- 子供の時間（『奇想天外』1978年2月号）
- ヘルマロッド殺し（『奇想天外』1978年4月号）
- プロメテにて（『奇想天外』1978年9月号）
- おもちゃ箱（『奇想天外』1978年11月号）
- クレバス（『奇想天外』1979年1月号）
- 美しの神の伝え（『奇想天外』1979年3月号 - 1980年2月号）
- 憑かれた男（『ソワレ』1977年12月号）
- 左手のパズル（1995年）。書き下ろし
- ピアリス（河出書房新社 2017年7月）
  - 木下司名義で発表（『The Sneaker Special』1994年春号 - 1995年冬号）
- 美しの神の伝え 萩尾望都・小説集（河出文庫 2017年8月）
  - 『奇想天外』に発表した11篇＋「クリシュナの季節」ほか全15篇

### エッセイ集
- 萩尾望都『思い出を切りぬくとき』あんず堂、1998年4月1日。ISBN 978-4-8728-2231-1。
  - 萩尾望都『思い出を切りぬくとき』河出書房新社〈河出文庫〉、2009年11月4日。ISBN 978-4-3094-0987-0。 - 上記の文庫版
- 『夢見るビーズ物語』ポプラ社、2009年12月15日。ISBN 978-4-5911-1465-0。 - コミック・エッセイ集
- 『一瞬と永遠と』幻戯書房、2011年6月1日。ISBN 978-4-9019-9875-8。
  - 『一瞬と永遠と』朝日新聞出版〈朝日文庫〉、2016年5月6日。ISBN 978-4-0226-4813-6。 - 上記の文庫版
- 日本ペンクラブ編「福島夢十夜」『いまこそ私は原発に反対します。』平凡社、2012年3月1日。ISBN 9784582705102。
- 『私の少女マンガ講義』新潮社、2018年3月30日。ISBN 978-4-1039-9602-6。 - 聞き手：構成矢内裕子
  - 『私の少女マンガ講義』新潮社〈新潮文庫〉、2021年6月24日。ISBN 978-4-1010-2981-8。 - 上記の文庫版
- 『一度きりの大泉の話』河出書房新社、2021年4月21日。ISBN 978-4-3090-2962-7。[116]

### 対談集
- 『マンガのあなた SFのわたし 萩尾望都 対談集 1970年代編』河出書房新社〈萩尾望都・対談集〉、2012年2月21日。ISBN 978-4-3092-7307-5。
- 『コトバのあなた マンガのわたし 萩尾望都 対談集 1980年代編』河出書房新社〈萩尾望都・対談集〉、2012年5月25日。ISBN 978-4-3092-7328-0。
- 『物語るあなた 絵描くわたし 萩尾望都 対談集 1990年代編』河出書房新社〈萩尾望都・対談集〉、2012年11月30日。ISBN 978-4-3092-7367-9。
- 『愛するあなた 恋するわたし 萩尾望都 対談集 2000年代編』河出書房新社〈萩尾望都・対談集〉、2014年5月23日。ISBN 978-4-3092-7494-2。
- 『萩尾望都 紡ぎつづけるマンガの世界 女子美での講義より』 ビジネス社、2020年8月。ISBN 978-4-8284-2202-2（女子美術大学での講義と対談を収録）
- 『萩尾望都という物語 女子美での講義より2』 ビジネス社、2025年3月。ISBN 978-4-82842705-8（女子美術大学で行っている特別講義などを収録）

### 絵本・画集
- とってもしあわせモトちゃん メルヘンリーフ - 小学館 1972年12月
- 月夜のバイオリン - 萩尾望都童話の世界 - オリオン出版 1976年10月
- ストロベリーフィールズ - 新書館 1976年11月
- 少年よ - 萩尾望都イラスト詩集 - 白泉社 1976年12月
- 萩尾望都の世界 - 徳間書店 1978年7月
- Cherish Gallery 萩尾望都 自選複製原画集 - 白泉社 1978年9月
- 金銀砂岸 - 新書館 1980年8月
- 宇宙叙事詩 - 小学館 1972年12月
- 月夜のバイオリン - 新書館 1981年12月
- 狩人は眠らない - 幻境にて - チェリッシュ絵本館 白泉社 1984年5月
- 左手のパズル - 新書館 1995年8月 （絵・東逸子）
- 萩尾望都イラスト集 残酷な神が支配する - 小学館 2002年4月
- 金銀砂岸 - 増補愛蔵版 ブッキング 2006年8月、復刊ドットコム 2012年5月
- トリッポンのこねこ - 教育画劇 2007年2月（絵・こみねゆら）
- トリッポンとおばけ - 教育画劇 2007年2月（絵・こみねゆら）
- トリッポンと王様 - 教育画劇 2007年2月（絵・こみねゆら）
- 銀の船と青い海 - 河出書房新社 2010年10月、河出文庫 2015年2月
- 萩尾望都 SFアートワークス - 河出書房新社 2016年4月
- 『ポーの一族』と萩尾望都の世界 - 小学館 2019年12月
- 江戸～東京 300年マーチ（20人の漫画家による原画集・イラストブック『もしも、東京』に収録） - 小学館 2021年9月[117]

### WEB
- 荒俣宏との対談 - 電子まんがナビゲーター eBookJapan -2013年
  - その1 新しい「嵐」としての少女漫画の巻 - ウェイバックマシン（2014年12月5日アーカイブ分） - 3月15日
  - その2 初期の萩尾ワールドを体験するの巻 - ウェイバックマシン（2014年7月11日アーカイブ分） - 3月22日
  - その3 コミックとしての日本SFの巻 - ウェイバックマシン（2014年7月12日アーカイブ分） - 4月30日
  - その4 身辺の遠近(おちこち)を聞くの巻 - ウェイバックマシン（2014年7月11日アーカイブ分） - 5月17日

- 資生堂 - TSUBAKI「働くワタシの髪事情」（2019年9月2日 - ）※ウェブCM[118]

### TVゲーム
- ガイア幻想紀（エニックス、1993年11月27日） - キャラクター原案

### 装画
- 榎田ユウリ『武士とジェントルマン』萩尾望都 装画、KADOKAWA、2021年4月14日。ISBN 978-4-0410-9987-2。2021年4月27日閲覧。 - 装画描き下ろし

## 作品提供

### ドラマ
- NHK少年ドラマシリーズ『11人いる!』（1977年1月）
- テレビ東京月曜女のサスペンス『春雷の目撃者 - その夜少女の告白は悲鳴に変わった』（1990年3月5日） - 原作『モードリン』
  - 出演：小川範子・谷啓・美木良介・高林由紀子 他
  - 脚本：矢代彩子/監督：中村金太/製作：テレビ東京・PDS
- テレビ朝日『イグアナの娘』（1996年4 - 6月） - 原作『イグアナの娘』
  - 脚本：岡田惠和/出演：菅野美穂・岡田義徳・榎本加奈子 他
- テレビ朝日 日曜エンターテインメント『ストレンジャー〜バケモノが事件を暴く〜』（2016年3月27日） - 原案『ポーの一族』
  - 出演：香取慎吾・中条あやみ・萩原聖人・段田安則 他
  - 脚本：鈴木勝秀/監督：本広克行/製作：アットムービー・プロダクションI.G・テレビ朝日

### 映画
- 11人いる!（1986年11月）
- 時空の旅人（1986年12月） - キャラクターデザインを担当
  - 原作：眉村卓『とらえられたスクールバス』/監督・脚本：真崎守/声の出演：戸田恵子他/アニメーション作品
- 1999年の夏休み（1988年3月） - 『トーマの心臓』を翻案

### 舞台
- キュルトヘンの帽子 グリムの国のジグソーパズル（1985年8月） - 原作・脚本を担当
  - 脚色・演出：小林裕/出演：小林聡美・川島なお美/新宿厚生年金会館他
- 半神 - 原作『半神』・脚本を共作
  - 劇団夢の遊眠社/脚本：萩尾望都・野田秀樹/演出：野田秀樹
  - 1986年12月 - 出演：野田秀樹・円城寺あや他/本多劇場
  - 1988年4月 - 5月 - 出演：野田秀樹・上杉祥三・円城寺あや他/シアターアプル他
- アロイス（1992年7月） - 原作『アロイス』
  - スタジオSKY&池田屋企画/演出：池田政之/出演：渡辺博貴・旺なつき 他/青山円形劇場
- 斎王夢語（1993年9月） - 脚本を担当
  - 演出・脚色：森田高并/三重県明和町国史跡特設会場
- 半神
  - NODA MAP/脚本：萩尾望都・野田秀樹/演出：野田秀樹
  - 1999年4月 - 5月 - 出演：深津絵里・鷲尾真知子 他/Bunkamuraシアターコクーン他
- トーマの心臓（1996年2月、1997年3月、1999年3月、2000年12月 - 2001年1月、2001年2月、2003年2月 - 3月、2006年、2010年2月 - 4月、2014年5月 - 7月、2016年2月 - 3月、2022年9月）
  - 劇団Studio Life
- 訪問者（1998年7月、2000年12月 - 2001年1月、2001年2月、2010年2月 - 4月、2016年2月 - 3月）
  - 劇団Studio Life
- アメリカン・パイ（2003年6月 - 7月） - 原作『アメリカン・パイ』
  - 宝塚歌劇団雪組/脚本・演出：小柳奈穂子/出演：貴城けい・山科愛 他/宝塚バウホール 他
- 11人いる!（2004年6月 - 7月）
  - 演劇ユニット アクサル
- メッシュ（2005年6月 - 7月）
  - 劇団Studio Life
- マージナル（2008年8月 - 9月）
  - 劇団Studio Life
- 11人いる!（2011年2月 - 3月）
  - 劇団Studio Life
- ポーの一族
  - 2018年1月 - 3月、宝塚歌劇団花組/脚本・演出：小池修一郎/出演：明日海りお・仙名彩世 他/宝塚大劇場・東京宝塚劇場
  - 2021年1月 - 2月、脚本・演出：小池修一郎/出演：明日海りお・千葉雄大 他/梅田芸術劇場・東京国際フォーラム・御園座
- なのはな（2019年2月 - 4月）
  - 劇団Studio Life

### ラジオドラマ
- NHK-FM『ポーの一族 (ラジオドラマ)』（1980年1月）
- NHK-FM『マージナル』（1988年10 - 11月） - 原作『マージナル』
  - 音楽：細野晴臣・福沢諸/出演：コシミハル・石田純一 他
- ラジオ関西 連続ラジオドラマ『ポーの一族 (ラジオドラマ)』（2007年10月 - 2008年3月）
  - 出演：朴璐美（エドガー）・斎賀みつき（アラン）・いのくちゆか（メリーベル）他

### ドラマCD
- 『ポーの一族 (ドラマCD)』全6巻（2007年12月 - 2008年5月）
  - 上記ラジオ関西による連続ラジオドラマを基にしたCD化作品。ラジオとは異なるディレクターズカット版を収録し、萩尾望都のオリジナル図版を使用した特製リバーシブルジャケットを封入。
- 『ポーの一族 エドガーとアラン篇』全1巻（2013年3月）
  - 映劇のドラマCDレーベル「e☆star」より発売された。

## メディア出演

### 映画出演
- ドモ又の死（2007年、奥秀太郎監督作品） - 麻薬患者更生施設・院長役

### テレビ出演
- 趣味百科『少女コミックを描く』第5回（1991年4月30日 NHK教育） - アトリエ訪問コーナーに登場。
- BSマンガ夜話（2000年3月9日） - 第13弾『陰陽師』ゲスト出演
- 浦沢直樹の漫勉『萩尾望都』（2016年3月3日、NHK Eテレ） - 『王妃マルゴ』の製作過程を収録した画像を見ながら浦沢と対談。
- 100分de萩尾望都（2021年1月2日、NHK Eテレ）

### 関連文献
- 萩尾浩『南方記―戦地で弾いたバイオリン』装画 萩尾望都、文芸社、2002年12月1日。ISBN 978-4-8355-4750-3。 - 実父が戦争体験をつづった自伝、自費出版[122]

### 作家・漫画家
萩尾から影響を受けたと語る人物を記す。
- 森博嗣 - 森の自著にて言及[123]
- 恩田陸 - 萩尾の文庫版コミックの解説にて言及[124]
- 高野文子 - 『ユリイカ』の高野特集号にて言及[125]
- 羽海野チカ - 技法を萩尾望都の作品から独習していたことを2022年刊行（対談自体は2011年）の対談集にて言及[126]。
- 二ノ宮知子 - エッセイコミック『おにぎり通信〜ダメママ日記』では、登場する飼い猫の1匹であるロクは大先輩の萩尾の紹介で貰い受けているので[127]、「由緒正しい猫」として扱われている。

### アシスタント
- 花郁悠紀子
- 佐藤史生